# Nikas Stepanowitsch Safronow
Nikas Stepanowitsch Safronow (russisch Никас Степанович Сафронов; geboren 8. April 1956 in Ulyanovsk) ist ein sowjetischer bzw. russischer Künstler. Er wurde ausgezeichnet mit dem Ehrentitel „Verdienter Künstler der Russischen Föderation“.

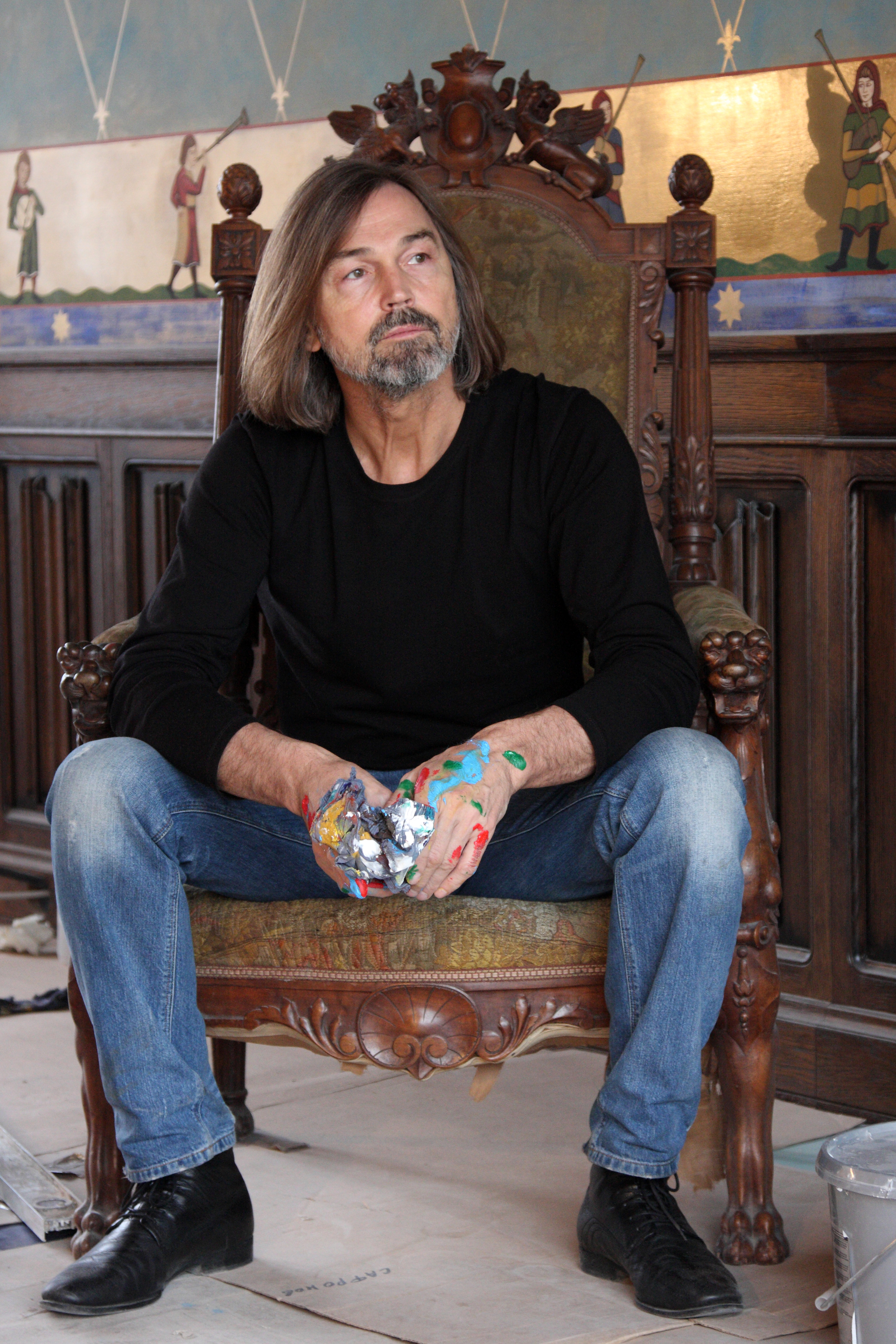
Nikas Safronow

Nikas Safronow wurde 1956 in Ulyanovsk 
in eine arme Familie eines pensionierten Militärs geboren. Er wuchs mit fünf Geschwistern auf.
Sein Studium schloss er an der Moskauer Staatlichen Surikow-Kunsthochschule ab. Seine erste Ausstellung fand 1978 statt. Große Bekanntheit erlangte er durch eine Serie von psychologischen Zeitgenossenporträts. Seinen Stil bezeichnet Safronow als Traumvision.
Er ist der Vater des Pianisten Luka Safranow-Zatrawkin (* 1990), der im März 2022 durch die Blockade einer Moskauer McDonald’s-Filiale Bekanntheit erlangte. Die Aktion war eine Reaktion auf westliche Sanktionen infolge des Überfalls auf die Ukraine.
Safronow wird auch „Hofmaler von Putins Russland“ genannt. Putin schenkte Trump dessen Portrait von Safronow.